# Paulikiánusok
A paulikiánusok (régiesen: pauliciánusok, görög: Παυλικιανοί) a Bizánci Birodalom keleti részében és Örményországban (Armenia) a 7-12. században élő, jelentős keresztény szekta.  Nevüket onnan kapták, hogy megkülönböztetetten tisztelték Pál apostolt.

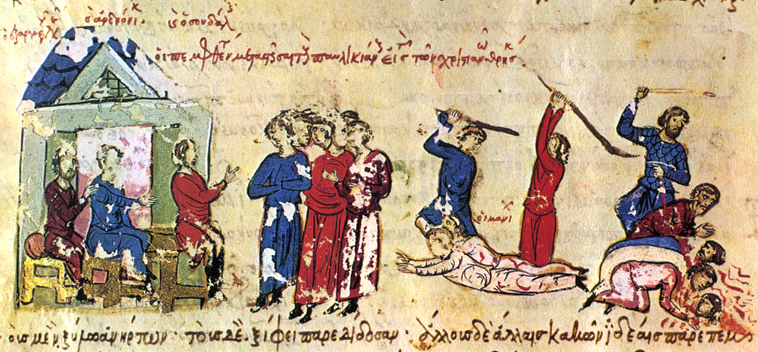
A paulikiánusok lemészárlása (843/844)

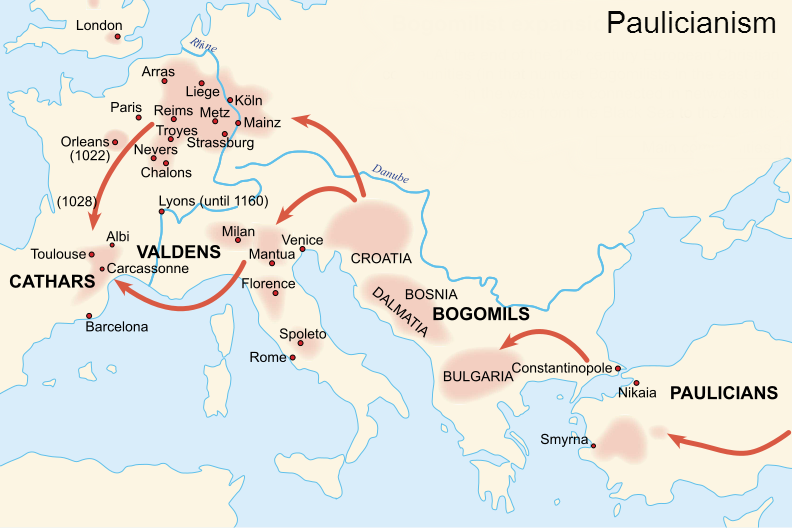
A paulikiánus tanok terjedése

Görög források szerint manicheusok voltak, és a széles körben elfogadott tudományos vélemény szerint ők alkották a kapcsot a korai gnosztikusok és a középkori manicheusok között. 

## Történet
660 körül lépett fel prófétaként Konstantin-Szilvánusz  († 684), aki az első hitközséget szervezte Kibossában (Örményország). A keleti császárok üldözése következtében vértanúhalált halt, de fellépése olyan nagy hatással volt az ellene kiküldött császári hadvezérre is, hogy az maga is belépett a paulikiánusok felekezetébe. 
A 8-9. századi képromboló császároktól eltekintve üldözték őket, ezért vagy elmenekültek vagy szövetséget kötöttek a muszlim hatalommal. 
Az üldözés miatt I. Alexius császár alatt (1081-1118) egy részük az ortodox egyházba megtért; más részük a messzaliánusokkal vegyült össze, akikből a bogumilok keletkeztek.

## Hittételeik
Tanításuk alapja a dualizmus. Istennel a Démiurgoszt állították szembe, mint e világ urát és teremtőjét. Elvetették a külső istentiszteletet (mint jelképes cselekedeteket), a keresztséget és oltári szentséget, az úrvacsorát és a nagyböjtöt. Doketista hatásra mutat, hogy Máriát sem ismerték el Krisztus igazi anyjának. A Mária-kultusszal együtt elvetették a képek és ereklyék tiszteletét. Külön papi hivatalt nem ismertek el. 
Szentírásul valószínűleg csak Lukács evangéliumát és Pál apostol leveleit ismerték el; a többi apostol levelét és az Ószövetséget elvetették.